# Rede Amazônica Cacoal
Rede Amazônica Cacoal é uma emissora de televisão brasileira sediada em Cacoal, cidade do estado de Rondônia. Opera no canal 5 (21 UHF digital) e é afiliada à TV Globo. Pertence ao Grupo Rede Amazônica.

## História
A emissora foi inaugurada em 13 de outubro de 1981 como TV Cacoal pelo jornalista Phelippe Daou. Inicialmente, a exemplo das demais emissoras de televisão de propriedade da Rede Amazônica, era afiliada à Rede Bandeirantes.
Em 24 de janeiro de 1983, seguindo as demais emissoras da rede (com exceção da TV Amazonas e das emissoras do interior do Amazonas), a TV Cacoal deixou a Rede Bandeirantes e se tornou afiliada à Rede Globo.
Em 2012, a emissora passou a manter o portal de notícias G1 Cacoal e Zona da Mata. A partir de 3 de janeiro de 2015, a emissora deixou de se identificar como TV Cacoal, passando a utilizar a nomenclatura Rede Amazônica Cacoal.
Em 10 de setembro de 2018, a Rede Amazônica Cacoal passou a produzir ao vivo a edição local do Jornal de Rondônia 2ª Edição. A edição seguiu sendo produzida até 2019.
Em 15 de maio de 2023, após quatro anos, a Rede Amazônica Cacoal voltou a contar com um telejornal local, a partir do retorno da edição local do Jornal de Rondônia 2ª Edição. O programa, no entanto, não é produzido em Cacoal, sendo gerado diretamente dos estúdios da Rede Amazônica em Manaus.

## Sinal digital
| Canal virtual | Canal digital | Resolução de tela | Programação                                            |
| ------------- | ------------- | ----------------- | ------------------------------------------------------ |
| 3.1           | 14 UHF        | 1080i             | Programação principal da Rede Amazônica Cacoal / Globo |

A emissora, como TV Cacoal, iniciou suas transmissões digitais pelo canal 21 UHF em 23 de maio de 2014.

## Programas
Atualmente, além de transmitir a programação nacional da TV Globo e estadual da Rede Amazônica Porto Velho, a Rede Amazônica Cacoal exibe o seguinte programa:
- Jornal de Rondônia 2ª Edição: Telejornal, com Luciana Torres;

A emissora também já produziu e exibiu o Jornal de Cacoal, que foi descontinuado.

## Equipe

### Membros em maio de 2023
- Claudinei Sorce[9]
- Luciana Torres[9]
- Matheus Afonso[13]

### Membros antigos
- Daniela Vilar[14]
- Fábio Diniz (hoje na Rede Amazônica Porto Velho)[15]
- Graciela Bechara[16]
- Jhonnathas Trindade (hoje na TV TEM Itapetininga)[8]

- Júlio Cezar Reis[6]
- Karen Dencker[17]
- Mariana Lisboa[18]
- Tainá Felix[19]
- Walx Silva[20]